# Ministerio Federal de Digital y Transporte (Alemania)
El Ministerio Federal de Transporte (alemán: Bundesministerium für Verkehr) es un Ministerio de Alemania. El actual ministro es Patrick Schnieder.

## Misión
El ministerio es responsable de las siguientes obligaciones en materia de transporte y construcción
- De las carreteras, los ferrocarriles y la navegación.
- De la urbanización, del desarrollo urbano, de la administración del territorio.
- Del desarrollo de técnicas innovadoras para el sector, por ejemplo el GPS, los nuevos combustibles y sistemas de propulsión, y la eficiencia energética.

## Organización
El ministerio es una administración federal suprema y está organizada en ocho secciones:
- sección Z : Sección central.
- sección A : Problemas Fundamentales y de Alta Prioridad.
- sección EW : Construcción y mantenimiento de ferrocarriles.
- sección LS : Aviación, astronáutica, navegación.
- sección S : Construcción y mantenimiento de rutas.
- sección AR : Desarrollo y administración territorial
- sección SW : Urbanización.
- sección B : Ente rector de la construcción y administrador de los inmuebles del Estado Alemán.

El presupuesto concedido al ministerio en el 2007 fue de € 24,606 mil millones de euros.
El ministro está asistido por tres secretarios de estado y de dos vicesecretarios de estado. El ocupa igualmente las funciones de delegado del Gobierno Federal para los nuevos estados (Beauftragte der Bundesregierung für die neuen Bundesländer), cargo que desde su aparición en 2002, es un puesto de confianza del canciller; y el delegado del Gobierno Federal para el equilibrio administrativo entre Berlín y Bonn (Beauftragte der Bundesregierung Umzug Berlin/Ausgleich Bonn).
El ministerio es el principal gastador del gobierno federal.

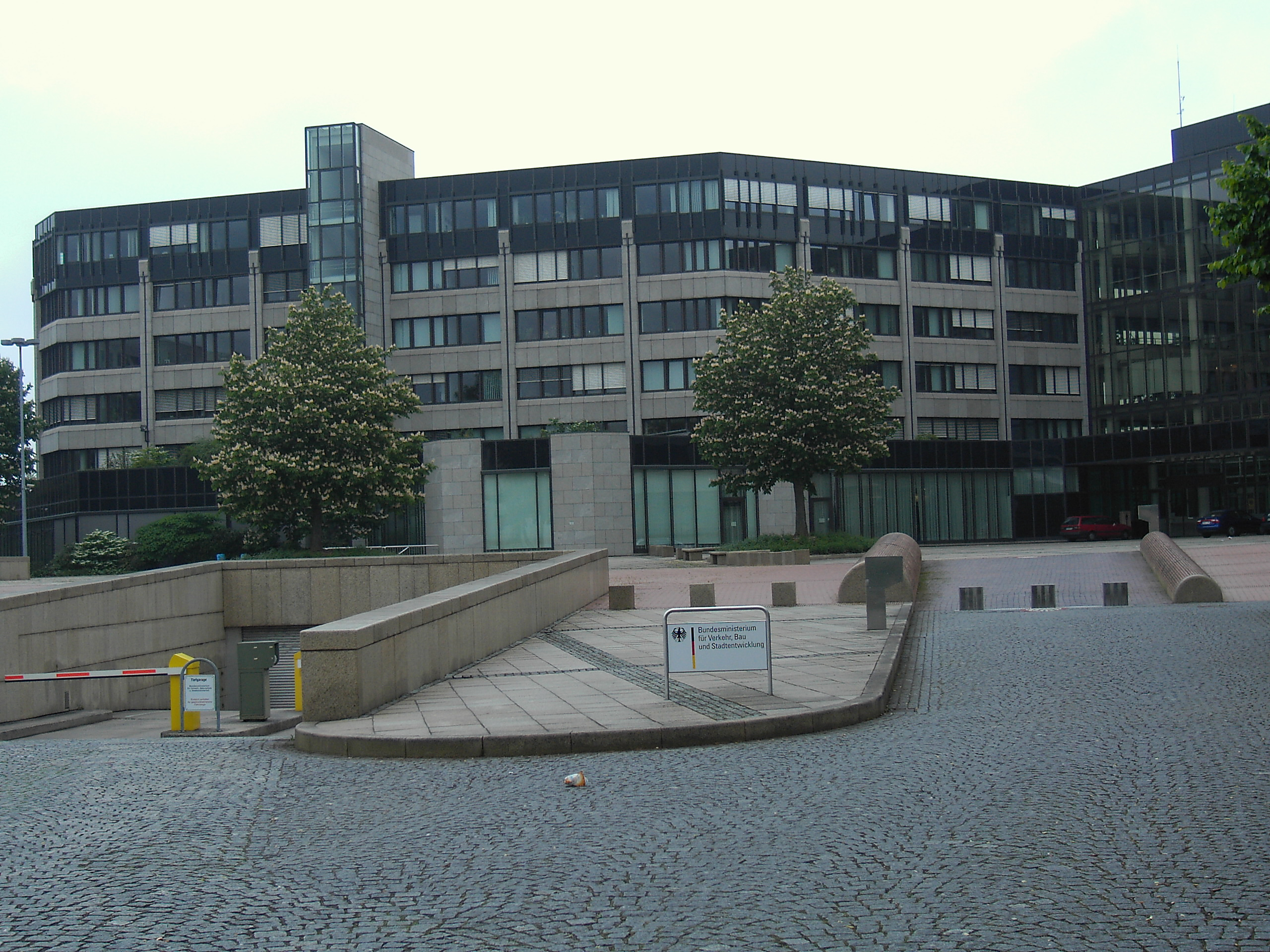
Segunda sede del Ministerio en Bonn.

El ministerio maneja una planilla de 1600 personas entre empleados y obreros. La sede principal del Ministerio esta en Berlín; y maneja también una sede secundaria, con más empleados, en Bonn.

## Historia
El ministerio es producto de la Fusión, en 1998, del Ministerio Federal de Transportes (Bundesministeriums für Verkehr) y el Ministerio Federal de Administración Territorial, Habitabilidad y Planeamiento Urbano (Bundesministeriums für Raumordnung, Bauwesen und Städtebau), con el título de Ministerio Federal de Transportes, Ingeniería Civil y Vivienda (Bundesministerium für Verkehr, Bau- und Wohnungswesen). Toma su título actual en el 2005.

Desde su creación el ministerio ha sufrido numerosas variaciones nominales. Desde 1949 el Ministerio Federal de Administración Territorial, Habitabilidad y Planeamiento Urbano (Bundesministerium für Raumordnung, Bauwesen und Städtebau), se convirtió en el Ministerio de Vivienda (Bundesministerium für Wohnungsbau), desde 1961 en el Ministerio Federal de Vivienda, Planeamiento Urbano y Administración Territorial (Bundesministerium für Wohnungswesen, Städtebau und Raumordnung), desde 1965 en el Ministerio Federal para la Vivienda y Planeamiento Urbano (Bundesministerium für Wohnungswesen und Städtebau) y desde 1969 hasta 1972 en el Ministerio Federal para el Planeamiento Urbano y la Vivienda (Bundesministerium für Städtebau und Wohnungswesen).

## Dependencias
La Agencia Marítima e Hidrográfica Federal (Bundesamt für Seeschiffahrt und Hydrographie (BSH)) ubicada en St. Pauli, Hamburgo provee, entre otras cosas, información sobre todo lo que se relacione con la navegación marítima, planear programas de navegación, señales marítimas, certificación de marineros e información sobre las costas y las corrientes costeras de Alemania. Website Oficial